# Léon Abrami
Pour les articles homonymes, voir Abrami.
Léon Abrami est un homme politique français né le 1er juillet 1879 à Constantinople et mort le 5 janvier 1939 à Paris (1er arrondissement), proche de l'Alliance démocratique et des Radicaux indépendants.

## Biographie
Avocat, secrétaire de la conférence du stage et gendre de Théodore Reinach, il entre en politique en devenant député de Boulogne-sur-Mer en 1914 sous les couleurs de l'Alliance démocratique, dont il rejoint le principal groupe parlementaire, les Républicains de gauche.
Appelé lors de la mobilisation il servit notamment à l'armée d'Orient où il se sentit assez proche d'un général Sarrail de sensibilité de gauche.
Devenu sous-secrétaire d'État au Contentieux et Pensions en 1917, il resta au gouvernement jusqu'en janvier 1920. Il fut réélu député en 1919 sur la liste d'Union républicaine sociale et nationale et rejoignit la Gauche républicaine démocratique, puis la Gauche radicale en 1924.
Il ne se représenta pas en 1928 lors du retour au scrutin uninominal d'arrondissement et se consacra à sa carrière d'avocat mais retrouva la Chambre des députés en 1932 avant de la quitter définitivement quatre ans plus tard.

## Mandats
- Député du Pas-de-Calais de 1914 à 1928 et de 1932 à 1936.

## Sources
- « Léon Abrami », dans le Dictionnaire des parlementaires français (1889-1940), sous la direction de Jean Jolly, PUF, 1960 [détail de l’édition] [texte sur Sycomore]